# Better Love (piosenka)
Better Love – singiel greckiej piosenkarki Katerine Duski, wydany cyfrowo 6 marca 2019 nakładem wytwórni EMI SA. Piosenkę napisała sama Duska, a także Leon of Athens, David Sneddon i Phil Cook.
Tekst piosenki opowiada o „odwiecznym wołaniu o głęboką, bezwarunkową i bezproblemową miłość”.
Utwór reprezentował Grecję w 64. Konkursie Piosenki Eurowizji w Tel Awiwie.
Do utworu zrealizowano oficjalny teledysk, który został opublikowany 6 marca 2019 na kanale „Katerine Duska” w serwisie YouTube. Za reżyserię klipu odpowiada Efi Gousi. W finale konkursu utwór zajął 21. miejsce po zdobyciu 74 punktów w tym 24 punktów od telewidzów (21. miejsce) i 50 pkt od jurorów (14. miejsce).

## Lista utworów
Digital download
1. „Better Love” – 3:01